# Alexander Brouwer
Alexander Brouwer (3. listopadu 1989, Leiden) je nizozemský plážový volejbalista.

## Kariéra
Brouwer společně s Pelle Kleinem skončil v roce 2006 na juniorském mistrovství světa na Bermudách na devátém místě. Stejný výsledek zopakoval o rok později se svým novým partnerem Christiaanem Varenhorstem v Mysłowicích. Na mistrovství světa v Brightonu v roce 2008 se oba hráči dostali do finále a v roce 2009 v Blackpoolu skončili pátí. V roce 2010 hrál společně s Emielem Boersmou několik Grand Slamů aniž by dosáhli významného umístění. Od roku 2011 tvoří hráčské duo s Robertem Meeuwsenem, se kterým se v srpnu zúčastnil mistrovství Evropy v norském Kristiansandu, kde podlehli ve čtvrtfinále německé dvojicí Jonathan Erdmann/Kay Matysik.